# Microtropesa longimentum
Microtropesa longimentum är en tvåvingeart som beskrevs av Chris Burwell 1996. Microtropesa longimentum ingår i släktet Microtropesa och familjen parasitflugor. Inga underarter finns listade i Catalogue of Life.